# Banco Ambrosiano Veneto Sud
 Banco Ambrosiano Veneto Sud è stata una banca italiana.

## Storia
Il Banco Ambrosiano Veneto Sud nacque nel 1991 a seguito dell'acquisto da parte del Banco Ambrosiano Veneto del pacchetto di controllo di Citibank Italia.
Il 27 luglio 1992 venne stipulato l'atto di fusione per incorporazione nel Banco Ambrosiano Veneto in quanto, nel 1993, avrebbe avuto inizio “la libera circolazione dei capitali tra i Paesi della C.E.E.” e quindi diveniva “di vitale importanza per le istituzioni creditizie acquisire in tempi brevi dimensioni maggiori”.
Al momento dell'incorporazione il Banco contava una rete di 47 sportelli e circa 1.200 dipendenti.